# Holnaptól nem szeretlek
Holnaptól nem szeretlek egy rádiómusical. 1974-ben készült, de később is többször megismételték a rádióban. Három kislemezen jelent meg tíz betétdala közül hat.

## Szereposztás
- A lány – Kovács Kati (ének, próza)
- A barátnője – Pálos Zsuzsa (próza)
- A kamionsofőr – Koós János (ének, próza)
- A száguldó autós – Balázs Péter (ének, próza)
- Répa, a lány régi szerelme – Markó András (ének), Timár Béla (próza)
- Bozó László – rendező

## Közreműködők
- Gemini együttes

## Cselekmény
Egy 18 éves lány (Kovács Kati) az egyetem elkezdése előtti nyáron a Balaton partján szerelmét keresi, mivel lemaradt arról a hajóról, amivel a fiúval utaztak volna a túlpartra. A fiú a hajón maradt, a lány az éjszaka közepén elindul stoppal körbe a túlsó partra. Viszontagságairól (egy erőszakoskodó autósról, régi szerelmével való találkozásról, majd szerelmében való csalódásról) szól a zenés játék.

## Betétdalok
1. Holnaptól nem szeretlek (Gemini)
2. Felesleges esték (Kovács Kati)
3. Minden út érdekes (Kovács Kati)
4. Meghívom egy kávéra (Koós János)
5. Jöjj el közénk (Gemini)
6. Őrülten száguldok (Kovács Kati és Balázs Péter)
7. Nem érdekel (Gemini)
8. Aludj velem (Gemini)
9. Nézlek, amíg alszol (Kovács Kati)
10. Holnaptól nem szeretlek (Kovács Kati)

## Hanglemezek
| Előadó          | A oldal                 | B oldal             | Kiadó  | Sorszám  | Formátum |
| --------------- | ----------------------- | ------------------- | ------ | -------- | -------- |
| Gemini együttes | Jöjj el közénk          | Aludj velem         | Pepita | SP 70123 | SP       |
| Kovács Kati     | Holnaptól nem szeretlek | Nézlek, amíg alszol | Pepita | SP 70124 | SP       |
| Kovács Kati     | Felesleges esték        | Minden út érdekes   | Pepita | SP 70125 | SP       |